# Suhi Dol (Surdulica)
Pour les articles homonymes, voir Suhi Dol.
Suhi Dol (en serbe cyrillique : Сухи Дол ; en bulgare : Сухи дол) est un village de Serbie situé dans la municipalité de Surdulica, district de Pčinja. Au recensement de 2011, il comptait 56 habitants.
Suhi Dol est également connu sous le nom de Suvi Dol.

## Démographie

### Évolution historique de la population
| 1948 | 1953 | 1961 | 1971 | 1981 | 1991 | 2002 | 2011 |
| ---- | ---- | ---- | ---- | ---- | ---- | ---- | ---- |
| 445  | 426  | 331  | 281  | 174  | 96   | 69   | 56   |

|  |